# Complex arqueològic de Kostionki-Borsxovo
El complex arqueològic de Kostionki-Borsxovo és una àrea on s'han trobat molts jaciments arqueològics del Paleolític superior, situats al voltant dels pobles de Kostionki (també Kostenki) i Borshchovo (també Borshchevo). L'indret és a la riba occidental del riu Don, en el districte de Jojolski, óblast de Vorónej, a Rússia, a uns 25 km al sud de la ciutat de Vorónej. Els 26 jaciments de l'àrea estan numerats: Kostenki 1-21 i Borshchevo 1-5.
Hi ha una alta concentració de restes culturals d'humans anatòmicament moderns, de principis del Paleolític superior, de fa més de 40.000 anys. Les troballes es mostren in situ, al Museu Arqueològic Estatal Kostionki, construït sobre el cercle d'ossos de mamut Kostenki.

## Història

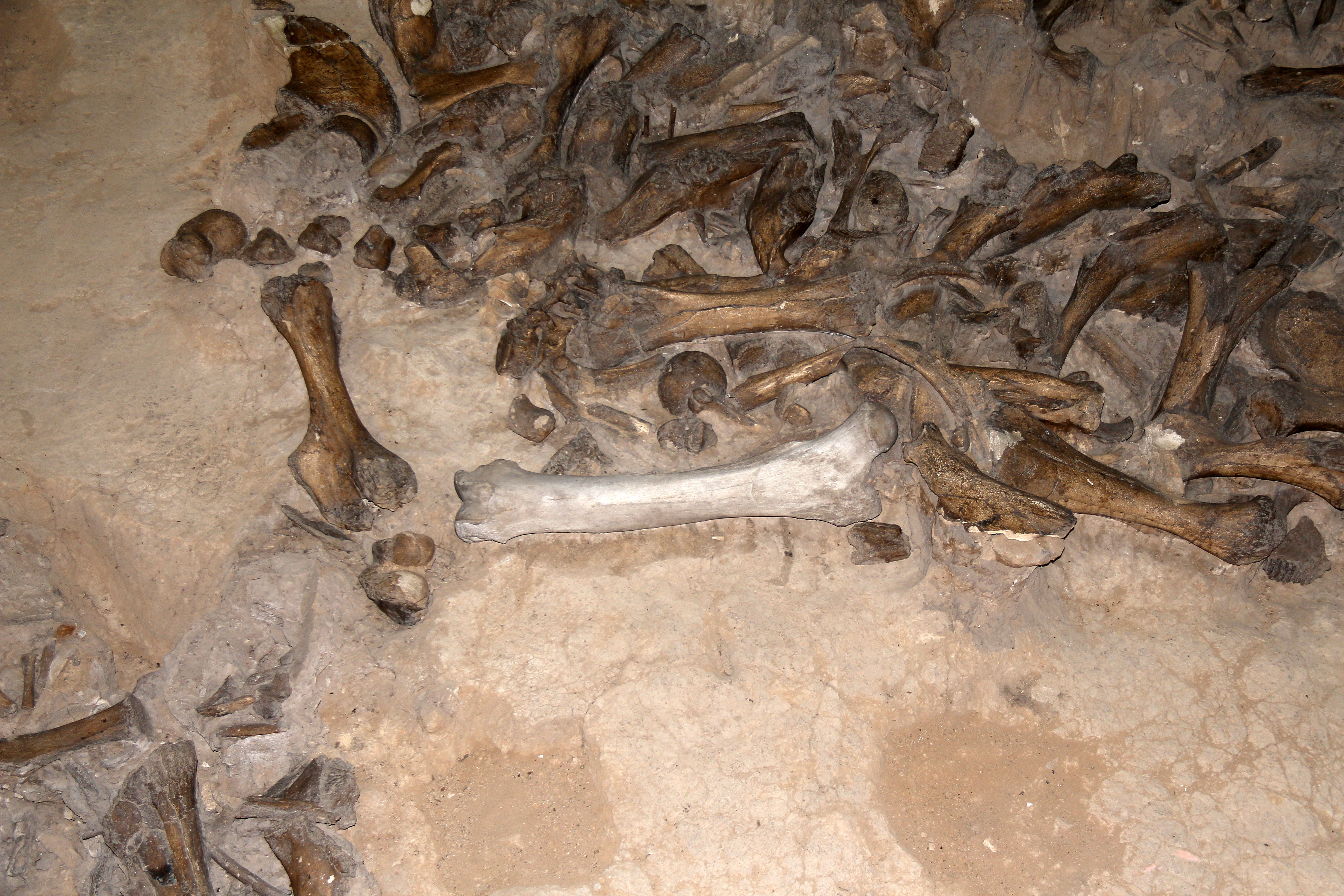
Ossos de mamut al Museu Kostionki

Les dents de mamut es trobaren al jaciment des d'una època primerenca. Cornelis de Bruijn va escriure el 1703:
“Al poble on érem, per a la nostra gran sorpresa, trobem moltes dents d'elefant, de les quals jo me'n vaig quedar amb una, per curiositat, però no puc entendre com aquestes dents pogueren arribar fins ací. És cert que l'emperador [Pere I] ens va dir que Alexandre el Gran, passant aquest riu, com asseguren alguns historiadors, arribà al poblet de Kostenka, a unes vuit verstes d'ací, i que molt bé podria ser que en aquell moment alguns elefants haguessen mort, les restes dels quals encara són ací hui ".
L'indret també l'esmenta Samuel Gottlieb Gmelin el 1768. El nom de l'assentament Kostyonki és una derivació de кость, "os".
Kostenki-1 l'excavà I. S. Poliakov (1845-1887) el 1879. Les següents excavacions realitzades entre 1881 i 1915 cercaren sobretot eines de pedra. A partir de la dècada del 1920 s'hi feren excavacions sistemàtiques, sobretot les dirigides per P. P. Efimenko entre 1923-1938.
En la segona meitat del segle xx se'n reconegueren altres jaciments als voltants, ara denominats Kostenki-1 - Kostenki-21 i Borshchevo-1 - Borshchevo-5. Els més coneguts són Kostenki-12 (Volkovska) i Kostenki-14 (Markina Gora).
El 2020 es va trobar a Kostionki una estructura òssia circular d'almenys 60 mamuts de més de 12,5 m de diàmetre.

## Jaciments

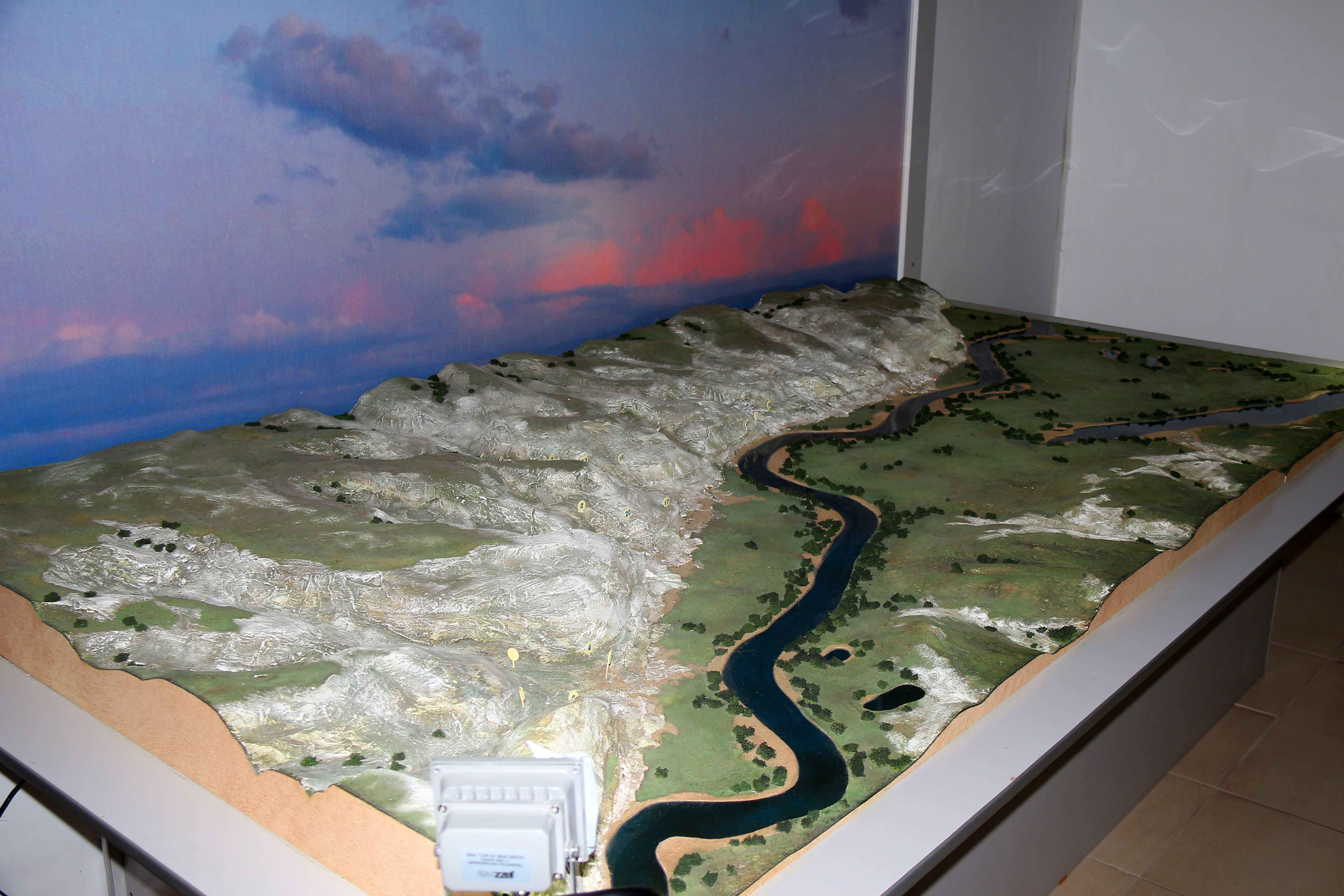
Model del terreny de Kostionki

Els jaciments Kostenki-1/2 (Kostenki-1, capa 2), Kostenki-1/3, Kostenki-6 (Streletskaya), Kostenki-11 i Kostenki 12/3 per sota de la capa de tefra volcànica CI s'associen a la cultura Strelets local, no transitòria, anàloga a les primeres cultures del Paleolític superior d'Europa central i occidental, com ara la cultura szeletiana. Aquest desenvolupament cultural inicial podria atribuir-se als neandertals locals. Els ornaments anteriors a l'erupció volcànica, trobats a Kostenki 17/2 (cultura Spitsyn, 38-32 ka), estaven aparentment perforats per un trepant o trepants rotatoris fets a mà, això suggereix que la població era tecnològicament capaç de preparar-se per a un hivern volcànic. Per damunt de la capa de cendra es van trobar agulles de cosir.
Els jaciments Kostenki 1/1, Kostenki 4/2, Kostyonki 8/2 i Kostenki 21/3 pertanyen al gravetià oriental (24 a 22 ka). Els jaciments Kostenki 2, Kostenki 3, Kostenki 11-1a i Kostenki-19 pertanyen a la cultura zamyatino (22 a 17 ka). El jaciment Kostenki 8/2 (Telmanskaya) és epònim de la cultura telman.

Mapa dels jaciments prehistòrics de Kostionki

A partir del 2016, el treball arqueològic se centra a Kostenki-14 (Markina Gora), Kostenki-6 (Streletskaya), Kostenki-15 (Gorodtsovskaya), Kostenki-16 (Ugljanka), Kostenki-17 (Spitsynskaya) i Kostenki-21 (Gmelinskaya)).

## Restes humanes
En el període comprés entre el 40000 i 24000 abans de la nostra era, es va indicar un patró clinal latitudinal de trets moderns i neandertals a Europa. Els jaciments de Kostionki se situen en l'extrem oriental més modern.(8)
Les restes humanes més antigues datades en aquest jaciment són del de 32.600 ± 1.100 ae i consisteixen en una tíbia i un peroné, amb trets que classifiquen els ossos com els primers humans europeus moderns.
El 2009, s'extragué ADN de les restes d'un caçador recol·lector masculí de Kostenki-12 que va viure al voltant del 30.000 ae i va morir quan tenia entre 20 i 25 anys. Es va descobrir que el seu llinatge matern era l'haplogrup U2 (mtADN). L'enterraren en un pou ovalat en posició ajupida i cobert d'ocre vermell. Més tard es va descobrir que Kostenki 12 pertanyia a l'haplogrup C1 * (C-F3393) d'ADN-I patrilineal.
També es va descobrir que un home de Kostenki-14 (Markina Gora), que va viure aproximadament entre 35000 i 40000 ae, pertanyia a l'haplogrup U2 de ADNmt. El seu haplogrup d'ADN-I era C1b* (C-F1370). El genoma de Kostenki-14 representa una evidència primerenca de la separació dels llinatges europeus i asiàtics de l'est. Es trobà que tenia una relació propera tant amb el "xiquet Mal'ta" (24 ka) del sud-est de Sibèria (antic nord-est d'Euràsia ) i amb els caçadors recol·lectors mesolítics posteriors d'Europa i Sibèria occidental, així com amb la població ancestral dels primers agricultors europeus, però no pas dels asiàtics orientals.

## Cendra volcànica
Damunt d'algunes troballes s'ha trobat una capa de cendra volcànica dels Camps Flegreus de fa uns 45.000 anys, la qual cosa demostra que els humans habitaren el lloc abans.
L'erupció d'ignimbrita del volcà dels Camps Flegreus es degué produir fa uns 39.000 anys. L'explosió de 500 quilòmetres cúbics d'ignimbrita fou la major dels darrers 200.000 anys de la història d'Europa.